# Leonardo Balerdi
Leonardo Balerdi Rosa (Villa Mercedes, 1999. január 20. –) argentin válogatott labdarúgó, a Marseille játékosa.

## Pályafutása

### Klubcsapatokban
2013-ban a Sportivo Pueyrredóntól került a Boca Juniors akadémiájára, ekkor még középpályásként. 2018. augusztus 27-én mutatkozott be az első csapatban a CA Huracán elleni bajnoki mérkőzésen. A Boca Juniors első csapatában mindössze 5 tétmérkőzésen játszott, de ennek ellenére az egyik legnagyobb dél-amerikai tehetségként tartották számon. 2019. január 14-én a német Borussia Dortmund bejelentette, hogy négy és fél évre szerződtette Balerdit. 2020 júliusában a következő szezonra. 2021. július 3-án véglegesen szerződtették, öt évre írt alá.

### A válogatottban
2018. március 23-án mutatkozott be az argentin U20-as labdarúgó-válogatottban az angol U18-as válogatott elleni felkészülési mérkőzésen. 2019. szeptember 10-én mutatkozott be a felnőtt válogatottban a Mexikó elleni mérkőzésen a 83. percben Lucas Martínez Quarta cseréjeként.